# ТЕС Бені-Суейф
ТЕС Бені-Суейф — теплова електростанція в Єгипті, розташована на правому березі Нілу, за два десятки кілометрів південніше від однойменного міста.
ТЕС Бені-Суейф є однією з трьох надпотужних станцій (поряд з ТЕС Буруллус та Нова Столиця), замовлених Єгиптом у компанії Siemens в 2015 році для подолання енергодефіциту в країні. Кожна з них матиме чотири енергоблоки, споруджені за технологією комбінованого парогазового циклу. Один блок складатиметься з двох газових турбін SGT5-8000H потужністю по 400 МВт, які через котли-утилізатори живитимуть парову турбіну SST-5000 такої ж одиничної потужності. По завершенні будівництва зазначені ТЕС будуть найбільшими не лише в Єгипті, але й у світі в категорії парогазових станцій.
Газові турбіни, кожна з яких важить 890 тонн, постачає завод Siemens у берлінському районі Моабіт. Для доставки за призначенням спершу їх вантажать у річковому порту Berlin Westhafen на баржі, що прямують в один з глибоководних портів на північноморському узбережжі. Генератори SGen5-2000H (вага 756 тонн) та парові турбіни (вага 670 тонн) виробляються на заводі концерну в Мюльгаймі-на-Рурі біля Дуйсбурга, звідки вони так само транспортуються по внутрішніх водних шляхах до морських портів. Надалі обладнання для ТЕС Бені-Суейф відправлялось з Роттердама, Гамбурга або Антверпена через Суецький канал до червономорського порту Адабія. Можливо також відзначити, що саме в Бені-Суейф здійснили перші відвантаження зазначені німецькі заводи, що дозволило здійснити на площадці станції запуск першої газової турбіни у листопаді 2016-го.
Місцевими партнерами в будівництві станцій виступили компанії Orascom Construction та Elsewedy Electric.
ТЕС Бені-Суейф передусім розрахована на використання природного газу, що надходить по Газопроводу Верхнього Єгипту.
Видача продукції відбувається по ЛЕП, що працює під напругою 500 кВ.
Для концерну Siemens контракт на спорудження зазначених трьох ТЕС став найбільшим одиничним замовленням в історії та допоміг відтермінувати на кілька років скорочення персоналу, викликане зниженням попиту на традиційне енергетичне обладнання в умовах розвитку відновлюваної енергетики.